# Spert Arch
Der Spert Arch ist ein 100 m langes und 20 m hohes Brandungstor. Es befindet sich im Südwesten von Spert Island im westantarktischen Palmer-Archipel.
Das UK Antarctic Place-Names Committee benannte es 2012 in Anlehnung an die gleichnamige Insel. Deren Namensgeber ist Thomas Spert († 1541), Kapitän der Mary Rose, des Flaggschiffs König Heinrichs des VIII., und erster Master of the Mariners of England.